# Marina Vlagyimirovna Szudakova
Marina Vlagyimirovna Szudakova, született Jarceva (oroszul: Марина Владимировна Судакова (Ярцева); Volgográd, 1989. február 17. –) olimpiai bajnok orosz válogatott kézilabdázó, jobbszélső.

## Pályafutása
Petrova szülővárosában, Volgográdban kezdett kézilabdázni, később igazolt a Rosztov-Donhoz. 2006-ban klubcsapatában nemzetközi kupamérkőzéseken is játéklehetőséget kapott. A rosztovi csapattal 2015-ben megnyerte a bajnokságot. A 2016–2017-es szezonban a GK Kubany Krasznodar játékosa volt, majd visszaigazolt a Rosztov-Donhoz, amely együttessel újabb bajnoki címeket szerzett. 2020 nyarán igazolt a CSZKA Moszkva csapatába, amellyel ismét bajnok tudott lenni.
A válogatottban is pályára léphetett világeseményeken, részese volt az orosz sikereknek. 19 évesen a 2008-as Európa-bajnokságon bronzérmes lett, majd 2009-ben világbajnok, 2016-ban Rioban pedig olimpiai bajnok lett. Az olimpiai győzelem után orosz állami kitüntetésben részesült, Vlagyimir Putyintól megkapta a Barátságért érdemrendet.

## Sikerei
- Olimpia győztese: 2016
- Világbajnokság győztese: 2009
- Európa-bajnokság 2. helyezett: 2018
  - 3. helyezett: 2008
- Orosz bajnokság győztese: 2015, 2018, 2019, 2020, 2021
- Bajnokok Ligája-döntős: 2019